# JS Sazanami (DD-113)
JS Sazanami (さざなみ) là tàu chiến thứ tư được sản xuất của Tàu khu trục lớp Takanami thuộc Lực lượng Phòng vệ trên biển Nhật Bản (JMSDF).
Sazanami được thực hiện theo Kế hoạch Bảo vệ Trung hạn năm 1996 và được đóng bởi nhà máy đóng tàu Mitsubishi tại Nagasaki. Tàu được đặt lườm vào ngày 4 tháng 4 năm 2002, hạ thủy vào ngày 29 tháng 8 năm 2003. Tàu được đưa vào phục vụ vào ngày 16 tháng 2 năm 2005 và ban đầu được chỉ định cho Hải đội hộ vệ số 2 có trụ sở tại Sasebo.

## Phục vụ
Ngày 16 tháng 2 năm 2005, tàu được đưa vào biên chế của Hải đội hộ vệ số 2 đóng tại Căn cứ hải quân Sasebo. Tháng 6 năm 2006, trong khuôn khổ của chiến dịch Tự do bền vững (Operation Enduring Freedom), tàu JS Sazanami cùng với tàu tiếp liệu JS Maiyu đã được JMSDF triển khai đến Ấn Độ Dương để hỗ trợ việc tiếp nhiên liệu cho các lực lượng liên minh chống khủng bố ở Afghanistan. Tàu quay trở về Nhật Bản vào tháng 11 năm 2006.
Ngày 24 tháng 5 năm 2008, JS Sazanami được JMSDF triển khai đến Trạm Giang, Trung Quốc để tham gia cứu trợ thiên tai sau khi xảy ra trận trận động đất Tứ Xuyên năm 2008.
Từ ngày 14 tháng 3 năm 2009, JS Sazanami cùng với JS Samidare đã được gửi đến Vịnh Aden để tham gia vào các hoạt động hộ tống chống cướp biển và hỗ trợ nhân đạo. Tàu trở về Nhật Bản vào ngày 16 tháng 8 năm 2009.
Ngày 15 tháng 3 năm 2011, JS Sazanami và JS Inazuma một lần nữa được cử đến Aden, Yemen để hoạt động hộ tống chống cướp biển ngoài khơi bờ biển Somalia. Tàu đã thực hiện thành công 28 phi vụ. JS Sazanami trở về Nhật Bản vào ngày 16 tháng 8 năm 2011. Trong quá trình triển khai này, JS Sazanami cũng đã ghé thăm cảng Colombo, Sri Lanka.

Hiện nay, JS Sazanami đang hoạt động trong biên chế của Hải đội hộ vệ số 4, Căn cứ hải quân Kure, Hiroshima.

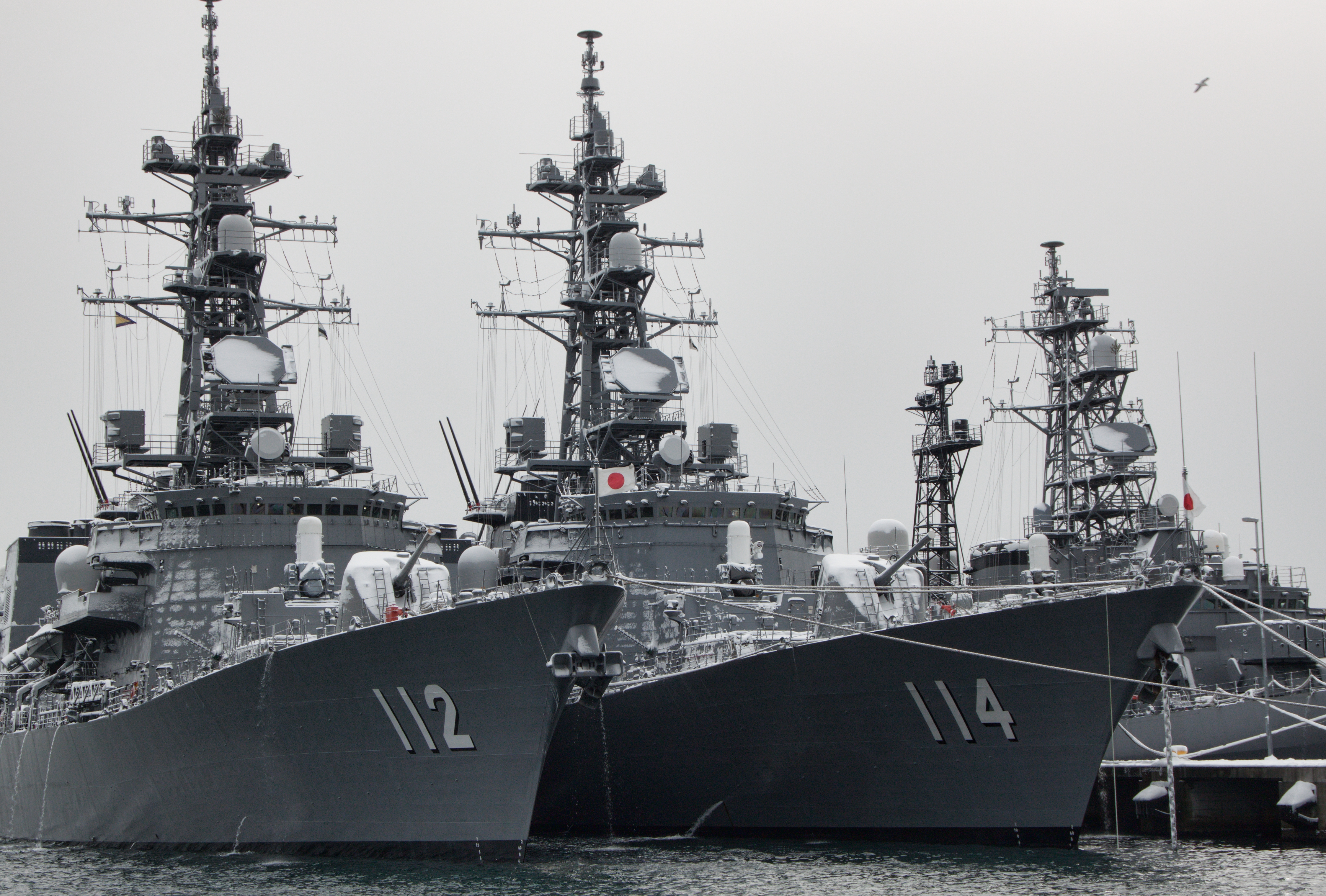
JS Makinami (DD-112) và JS Suzunami (DD-114), Ōminato, ngày 30 tháng 12 năm 2011.